# 岡西佑奈
岡西 佑奈（おかにし ゆうな、1985年（昭和60年）3月14日 - ）は、日本の書家、書道家。

## 人物・概要
東京都生まれ。幼い頃から興味のあった書を6歳より本格的に習い始め、高校在学中に師範の免許を取得。22歳の時に書家として活動を始める。2012年、水墨画関澤玉誠に師事、2014年、曹洞宗大本山永平寺にて禅修業、2015年、志野流香道等修練を積む。小学校などで子どもたちへ書道教室等のワークショップを開催している。
2018年1月に発表した新シリーズ『青曲』は、色を用いて、水深15mの海のなかで泳ぐサメの動きを、自身の書技、線描で表現した。中国語や英語にも翻訳された。
看板や題字なども多数手がけ、毎日放送『林先生が驚く初耳学!』で「客を呼び込む文字」と評される。
公益社団法人経済同友会広報誌にて「私の一文字」の表紙・対談連載を開始。「書と禅語」の連載ももつ。

## 作品・題字
- 2013年 ネッツトヨタ石川羽咋店壁画“思い出の夕陽”壁画、CM出演（石川）[9]
- 2014年 ザ・リッツ・カールトン東京“Wass/ワス”（東京）
- 2015年 おやつJAPAN2015
- 2016年 鶴岡八幡宮 所蔵作品“志”“恩・大事を思いはからう者 物とがめをせず 事ならぬことを事になさず“（神奈川）[10]
- 2016年 MODERN KYOTO CERAMIC 2016京都建仁寺山内 両足院“若冲”（京都）
- 2016年 そうだ京都、行こう。公式アプリ“KyoのKyo -今日の京都から-”
- 2016年 WAGYU MAFIA
- 2017年 伊勢丹 ISETAN新宿店lululempnイベント“Create the life you love”（東京）
- 2017年 国立新美術館 オリジナルスティック香 むさしの[11]
- ウェスティンホテル東京レストラン「舞」展示（東京）[12][13]
- 2017年 旧岩崎邸庭園 世界を魅了した日本の美意識・花伝～花・盆栽・書・有田焼～「いのちの花と盆栽、こころの書と器」（東京）[14]
- 2017年 劇場版「ThunderboltFantasy 生死一劍」題字
- 2018年 テレビアニメ「Thunderbolt Fantasy 東離劍遊紀2」題字
- 2018年 日本テレビ『心に刻む風景』題字[15]
- 2018年 山本山商品名
- 2020年 KOSE「雪肌精みやび」商品名・商品パッケージ作品「青曲」
- 2021年 志村けんの像〜多くの笑いと感動をありがとう〜
- 2022年 ゲーム 「刀剣乱舞」題字
- 2022年 ウェスティンホテル横浜「喫水線」店名

## 活動
- 2011年 宮城県名取市・南三陸町でボランティア活動として書道イベント実施(協力:楽天野球団)[16]
- 2011年 東日本大震災 復興応援 書道イベント作品展
- 2018年 UN Women（国連女性機関）のイベント「平和な社会の構築と暴力的過激主義の防止における女性の役割〜ユーモア・コメディーを通じた平和な社会の構築〜」オープニングパフォーマンス[17]

## 受賞・出展
- 2010年 上海アートフェスティバル
- 2013年 国立新美術館雪舟美術協会展出展 審査員特別賞受賞
- 2014年 国立新美術館 雪舟国際美術協会展
- 2014年 パリグラン・パレ~Le Salon~ 入選
- 2014年 パリマドレーヌ寺院~祈りの美術展
- 2014年 東日本大震災復興プロジェクト芸術祭第19回オアシス2014出展 スポンサー賞受賞
- 2015年 国立新美術館雪舟国際美術協会展出展 特選受賞
- 2015年 日本食文化賞 伝統文化賞受賞
- 2015年 東京都美術館雪舟国際美術協会特別展書の可能性出展 オーディエンス賞受賞
- 2015年 アルベール2世大公即位10周年記念第9回モナコ・日本芸術祭2015出展 ローズ・ドゥ・モナコ賞受賞
- 2016年 イスタンブール雪舟美術協会特別海外展
- 2018年 Bunkamura Gallery「ブレイク前夜展」（東京）[18]出展
- 2018年 Art Central Hong Kong 出展
- 2019年 天津美術館 作品『潮』所蔵（天津）
- 2019年 日中クリエイティブデザイン学術フォーラム参加（天津、北京）
- 2019年 Dong Gallery 全長90メートルの野外スクリーン『青曲』展示
- 2019年 ART CHENGDU成都（成都）出展
- 2019年 第24回NHKハート展（日本）出展
- 2019年 香港アートセントラル（香港）出展
- 2019年 Back to Originality and Simplicity: Japanese contemporary Ink exhibition (台北)出展
- [For English]
- 2018年 ART021 SHANGHAI CONTEMPORARY ART FAIR (上海) 出展
- 2018年 TWO×TWO for AIDS and Art 2018 Gala and Auction （ダラス）出品
- 2018年 ART TAIPEI 2018 (台北) 出展
- 2018年 NANJING YANGTZE CONTEMPORARY ART FAIR 2018 (南京) 出展
- 2018年 Korea International Art Fair SEOUL2018 ART (ソウル) 出展
- 2018年 ART SHENZHEN 2018 (深圳) 出展
- 2018年 Whitestone Gallery Tokyo「Ink Art Show」 (東京) 出展

## 個展
- 2010年 銀座ギャラリームサシ
- 2011年 目白ギャラリー上り屋敷
- 2012年 ガレリア代官山
- 2013年・2015年・2016年 西武池袋百貨店
- 2017年 銀座吉井画廊『無〜あるが儘〜』
- 2018年 軽井沢ニューアートミュージアム『青曲』[19]
- 2018年 Whitestone Gallery Tokyo『青曲〜そして始まりとしての紅畝〜』
- 2019年 アートプロジェクト『真言〜Return to True Blue〜日本橋』
- 2019年 アートプロジェクト『真言〜Return to True Blue〜東大寺』
- 2019年 初作品集刊行記念展 Whitestone Gallery Tokyo『線の美』
- 2020年 汐留メディアタワー共同通信社「ギャラリーウォーク」『希望の書』
- 2021年 伊勢丹サローネ１階 アートウォール 『ゆらぎのなかで』
- 2022年 吉井画廊『心象○風景〜scenery of tokyo〜』